# 418

418(사백십팔)은 417보다 크고 419보다 작은 자연수다.

## 수학
- 합성수로, 그 약수는 1, 2, 11, 19, 22, 38, 209, 418이다. 진약수의 합은 302이므로, 418은 부족수다.
- 47번째 쐐기수다. 앞의 쐐기수는 410, 다음 쐐기수는 426이다.
- 자릿수 제곱합이 제곱수인 43번째 자연수다. 이 성질을 지닌 앞의 수는 403, 다음 수는 424다. (OEIS의 수열 A175396)
  - {\displaystyle 4^{2}+1^{2}+8^{2}=16+1+64=81=9^{2}}
- {\displaystyle 45^{3}-1}은 418로 나누어떨어진다.

## 과학
- NGC 418(영어판): 조각가자리 방향에 있는 막대나선은하.

## 교통

### 철도
- 수도권 전철 4호선 성신여대입구역의 역번호.

### 도로
- 국도 제418호선
  - 일본 418번 국도(일본어판): 후쿠이현 오노시에서 나가노현 이다시까지 이어지는 일본의 국도.
- 기타 도로
  - 418번 지방도: 강원특별자치도 인제군 기린면에서 양양군 현북면까지 이어지는 대한민국의 지방도.
  - 현도 제418호선

## 군사
- U-418(영어판, 독일어판): 제2차 세계 대전에 사용된 나치 독일의 군용 잠수함.

## 문화유산
- 대한민국의 보물 제418호: 제왕운기
- 대한민국의 사적 제418호: 순천 검단산성

## 방송
- KT HCN의 딜사이트경제TV 채널 번호.

## 기타
- 날짜: 4월 18일
- 연도: 418년, 기원전 418년